# Шишлово (Псковская область)
Шишлово — деревня в Карамышевской волости Псковского района Псковской области России.
Расположена в 13 км к юго-востоку от села Карамышево и в 48 км к юго-востоку от центра города Пскова.
Численность населения деревни по состоянию на 2000 год составляла 2 человека.
До 1 января 2010 года деревня входила в состав ныне упразднённой Осиновичской волости.